# Đại Nghĩa (Quảng Nam)
Đại Nghĩa is een xã in het district Đại Lộc, een van de districten in de Vietnamese provincie Quảng Nam.
Đại Nghĩa ligt op de noordelijke oever van de Vu Gia, waar de Quảng Huế zich van de rivier splitst.